# نیو اورلئان سنترال بیزینس دیستریک
نیو اورلئان سنترال بیزینس دیستریک (به انگلیسی: New Orleans Central Business District) یک منطقهٔ مسکونی در ایالات متحده آمریکا است که در لوئیزیانا واقع شده‌است. نیو اورلئان سنترال بیزینس دیستریک ۲٬۰۶۰ نفر جمعیت دارد.